# Eges (Eubea)
Eges (en llatí: Aegae, en grec antic: Αἰγαί) era una antiga ciutat d'Eubea, situada a la seva costa occidental.
Estava situada al nord de Calcis, i una mica al sud d'Oròbies. Estrabó diu que es trobava a 120 estadis d'Antèdon a la costa del davant, a Beòcia. En parla Homer, però ja havia desaparegut en temps d'Estrabó. Era famosa pel seu culte a Posidó des de temps molt antics, i el temple d'aquest déu encara existia a l'època d'Estrabó, que el va veure situat en una muntanya elevada. Estrabó també diu que el nom de la mar Egea deriva d'aquesta ciutat. Esteve de Bizanci identifica Eges amb Carist.